# Venoge Festival
Le Venoge Festival est un festival de musique en plein air organisé à Penthaz, anciennement à Penthalaz jusqu'en 2019, dans le canton de Vaud, en Suisse. Sa première édition a lieu en 1995 sour le nom de Rock'n'air.
Ce festival propose des musiques de tous genres : rock, reggae, hip-hop, pop, électro... Il se déroule sur quatre à cinq jours au mois d'août.

## Historique

### Création et débuts
En 1995, l'Association des Parents d'élèves Penthalaz-Penthaz-Daillens organise une journée d'activités qui se conclut par des concerts intitulée Rock'n'air. Cette journée doit servir à couvrir les frais d'un nouveau local pour les jeunes. Les bénéfices de cette édition s'élèvent à 3 000 francs suisses. Les concerts sont des groupes locaux, sur un char, et ils se déroulent devant une centaine de personnes.
L'année suivante naît La Cool'hisse, une association socio-culturelle, créée pour organiser divers événements, comme le Carnaval de Penthalaz ou des soirées à thème, et aussi soutenir le Rock'n'air, qu'ils souhaitent réitérer,. L'association est à but non lucratif et reverse ses bénéfices annuels à deux associations, différentes à chaque fois (par exemple Sid'actuel et l'Ecole romande pour chiens-guides d'aveugles en 2013).

### Évolution
En 2001, le Venoge Festival est le nouveau nom du Rock'n'air, qui reste toutefois caritatif, mais ne se limite plus au rock. La Venoge est le nom de la rivière qui coule à proximité.
Le Venoge Festival devient indépendant en 2015 et quitte la tutelle de La Cool'hisse. L'association Venoge People est créée et s'occupe désormais de son organisation. Le terrain peut accueillir plus de 4 000 spectateurs en 2016 et ils attirent plus de 17 000 spectateurs en quatre jours, dont trois soirées à guichets fermés, puis 25 000 en cinq jours l'année suivante, sur un site repensé et amélioré, avec une capacité de 5 500 spectateurs.
En 2019, le festival attire plus de 30 000 spectateurs en cinq jours, son nouveau record, 2 000 de plus que l'année précédente. Cette édition est la denière à Penthalaz, le festival étant forcé à déménager sur un terrain plus grand dans le village voisin de Penthaz dès 2020, mais concrètement dès 2022 à la suite de l'annulation de deux éditions en raison de la pandémie de Covid-19. Les raisons sont notamment des plaintes du voisinage en raison des nuisances sonores. En 2022, le festival peut ainsi accueillir 9 000 spectateurs par soir, et un record de près de 43 000 au total sur cinq soirs, sur un site de 100 000 m2, le double de celui de Penthalaz. Cela le place parmi les cinq plus grands festivals de Suisse, en termes de fréquentation.
Lors des éditions 2019 et 2022, le festival propose aussi une troisième scène dédiée à mettre en avant des artistes suisses et principalement romands, la Venoge Swiss Talent. Celle-ci fait partie d'une zone gratuite du festival en 2022.
L'édition 2023, la première depuis que l'organisation est reprise par Grand Chelem Event SA (pour avoir une structure adaptée à sa taille et ses ambitions, ainsi que le pérenniser sur le plan financier), attire plus de 38'000 spectateurs en quatre jours, avec notamment un record de 14'000 rien que pour la journée de samedi.